# گابرووو
گابرووو شهری در استان گابرووو کشور بلغارستان است که جمعیت آن در سال ۲۰۰۱ میلادی ۶۷٬۳۵۰ نفر بوده‌است.